# Интерполация
Интерполация в числовия анализ е метод на конструиране на нови числови стойности в област от множество на изолирани точки от известни числови стойности.
В инженерните и други науки може да са налице брой от числови стойности, които са придобити чрез проби или експеримент и да е необходимо да се създаде функция, която много близко да покрива тези стойности. Това се нарича създаване на крива или регресивен анализ. Така че интерполацията е специфичен случай на създаване на крива, при който функцията трябва да мине точно през дадените числови стойности.
Друг вид задача, която се решава с интерполация е апроксимацията (приближаването) на сложна функция до проста функция. Например може да имаме фунция, която е твърде сложна, за да се оцени ефикасно. В този случай може да се изберат някои точки за създаване на таблица и след това от тях да се състави по-опростена функция.
Има и друг вид интерполация в математиката – „интерполация на оператори“ като класически резултат от интерполация на оператори са Теорема на Рисц-Торин and the Теорема на Маркинкиевиц, както и много други подрезултати.
С други думи е метод, при който функция, зададена таблично (чрез стойностите в отделни точки), се замества с аналитична функция y=f(x), така че стойностите на функцията f(x) във възлите на интерполиране да бъдат равни на съответните таблични стойности на наблюденията. В геометричен смисъл графиката на f(x) минава през точките на интерполиране в координатната равнина. Според вида на функцията f(x) в участъците между възлите, интерполацията може да бъде линейна, параболична, билинейна, бикубична и други, в зависимост от избраната функция за интерполиране.

## Линейна интерполация
Нека функцията, която ще интерполираме, се нарича f(x). Отсечката от тази функция [X0; X1] се заменя с линейна функция, стойностите на която при X=X0 и X=X1 съвпадат със стойностите на дадената функция f(X0) и f(X1). Тоест в отрязъка [X0;X1] имаме два възела на интерполация X0 и X1, а интерполационният многочлен е от първа степен. Означаваме f(X0)=Y0, f(X1)=Y1, f(X)=Y. Интерполиращата линейна функция се намира, като се напише уравнението на права, минаваща през две точки (X0,Y0) и (X1,Y1):
{\displaystyle f(x)={\frac {x-x_{1}}{x_{0}-x_{1}}}y_{0}-{\frac {x-x_{0}}{x_{0}-x_{1}}}y_{1}} (Лагранж)
което може да се представи също
{\displaystyle f(x)=y_{0}+{\frac {x-x_{0}}{x_{1}-x_{0}}}(y_{1}-y_{0})}

## Полиномна интерполация
Полиномната интерполация е обобщение на линейната интерполация; като приближение се използва полином от по-висока степен.

## Приложение в икономиката
Методът се използва в икономиката при решаването на някои оптимизационни задачи, например намирането на вътрешната норма на възвръщаемост на инвестиция.
Пример: Фирма има възможност да избира между два варианта за инвестиции:
1. Първоначален инвестиционен разход – 20 млн. лева, очаквани нетни парични потоци 4 млн. лева годишно в продължение на четири години.
2. Начална инвестиция – 15 млн. лева, нетни парични потоци по 3,8 млн. лева годишно през следващите пет години.

Кой от двата варианта е по-изгоден за фирмата?
Необходими формули:
{\displaystyle \sum _{k=1}^{n}{\frac {C_{k}}{(1+R)^{k}}}-C_{0}=0}
{\displaystyle IRR=R_{1}+(R_{2}-R_{1}).{\frac {NPV_{R_{1}}}{NPV_{R_{1}}-NPV_{R_{2}}}}}
{\displaystyle IRR} – вътрешна норма на възвръщаемост
{\displaystyle NPV} – нетна настояща стойност
{\displaystyle C_{1}...C_{n}} – очаквани приходи
{\displaystyle C_{0}} – първоначална инвестиция
{\displaystyle R} – търсената дискантова ставка, която привежда {\displaystyle NPV} към нула

## Обработка на изображения
Интерполацията е основен метод за увеличение при цифрови изображения. Стойностите на яркостта на всеки пиксел са дискретните стойности, които служат за интерполационни възли.